# Соціал
Соціа́л (каз. Социал) — село у складі району Шал-акина Північноказахстанської області Казахстану. Входить до складу Кривощоковский сільського округу.
Населення — 104 особи (2021; 225 у 2009, 368 у 1999, 451 у 1989).
Національний склад станом на 1989 рік:
- казахи — 100 %.

У радянські часи село називалось Кенес.